# 軍学共同反対連絡会
軍学共同反対連絡会（ぐんがくきょうどうはんたいれんらくかい）は、大学や研究機関における軍事研究（軍学共同）に反対する団体・研究者・市民が参加する連絡会として2016年9月30日に設立された組織である。

## 活動
- 連絡会は参加団体・個人相互の交流と情報交換を中心に活動
- 連絡会として一致した場合には意見表明・共同行動の提起
- 大学・研究機関への申し入れ[3]
- 声明の発表[4]
- ニュースレターの配信[5]
- 出版活動[6]
- 各種シンポジウム[7]

## 現在の役員

### 共同代表
- 池内了（名古屋大学名誉教授）[1]
- 香山リカ（立教大学教授）
- 野田隆三郎（岡山大学名誉教授）

### 事務局長
- 小寺隆幸（元 京都橘大学教授）[1]

## 参加団体
（2019年1月現在）
- 大学の軍事研究に反対する会
- 軍学共同反対アピール署名の会
- 「戦争と医」の倫理の検証を進める会
- 日本科学者会議（全国）
- 日本私立大学教職員組合連合
- 東京地区大学教職員組合協議会（都大教）
- 武器輸出反対ネットワーク（NAJAT）
- 地学団体研究会
- 日本平和委員会
- 平和と民主主義のための研究団体連絡会議
- 日本民主法律家協会
- 民主教育研究所
- 九条科学者の会
- 日本科学者会議平和問題研究委員会
- 日本科学者会議埼玉支部
- 日本科学者会議茨城支部
- 新潟大学職員組合
- 東京一般労働組合東京音楽大学分会
- 大学問題を考える市民と新潟大学教職員有志の会
- 京滋私大教連
- 関西私大教連
- 九条科学者の会かながわ
- 集団的自衛権の行使を容認する閣議決定に反対する北海道の大学・高専関係者有志アピールの会
- 筑波研究学園都市研究所・大学関係９条の会
- 大学での軍事研究に反対する市民緊急行動（略称 軍学共同反対市民の会）
- 新医協(新日本医師協会)
- 慶應義塾大学軍学共同問題研究会
- 東京私大教連（東京地区私立大学教職員組合連合）
- 15年戦争と日本の医学医療研究会

## 参加者
（氏名公表可の方々）
- 赤井純治（軍学共同反対アピール署名の会・新潟大学名誉教授）
- 秋葉忠利（広島県原水禁代表委員・前広島市長）
- 朝岡晶子
- 浅見輝男（茨城大学名誉教授）
- 鰺坂真（関西大学名誉教授）
- 芦名猛夫（京都橘大学）
- 井口みどり
- 池内了（軍学共同反対アピール署名の会・名古屋大学名誉教授）
- 池田あすえ
- 石村和弘（大学での軍事研究に反対する市民緊急行動）
- 伊藤哲也（国立天文台技術職員）
- 井野博満（東京大学名誉教授、柏崎刈羽原発の閉鎖を訴える科学者・技術者の会代表、原子力市民委員会）
- 井上正允（佐賀大学元教授）
- 井原聰（日本科学者会議事務局長、東北大学名誉教授）
- 岩崎誠（東京海洋大学）
- 岩田行雄
- 岩田好宏（子どもと自然学会顧問）
- 岩本智之（日本科学者会議大阪支部代表幹事）
- 鵜飼哲（一橋大学教授）
- 梅原利夫（和光大学）
- ジョセフ・エサティエ (Essertier Joseph)（World BEYOND War／名古屋工業大学）
- 江田伸男（高校教員、秩父ユネスコ協会事務局担当）
- 榎本清（東京都東大和市在住）
- 遠藤基郎（東京大学）
- 及川洋子（平等を求めるアジア女性同盟）
- 大橋祐治（非暴力平和隊・日本）
- 岡真理（京都大学）
- 岡田健一郎（高知大学）
- 岡野一郎（東京農工大学）
- 奥村善男（名城大学OB）
- 小栗実（鹿児島大学）
- 小渕真理（認定NPO法人アウシュビッツ平和博物館）
- 片岡健（原爆の図丸木美術館理事）
- 加藤賀津子
- 加藤尚樹（中学校・高校教員）
- 鎌倉淑子（若葉・九条の会（千葉市））
- 鎌倉博（名古屋芸術大学准教授）
- 神谷敏弘（大学での軍事研究に反対する市民緊急行動）
- 上脇博之（神戸学院大学法学部教授）
- 亀山統一（日本科学者会議平和問題研究委員長・琉球大学）
- 鴨崎義春（山口大学教職員組合）
- 香山リカ（戦争と医の倫理の検証を進める会・立教大学）
- 河かおる（滋賀県立大学）
- 川村肇（獨協大学）
- 川﨑和代（大阪夕日丘学園短期大学教授）
- 川添務（戦争はいやだ日野市民の会）
- 喜多稔
- 木村忠彦（千葉大学名誉教授・物理学）
- 草刈英栄（千葉大学名誉教授）
- 轡田徳子（静岡県立科学技術高等学校）
- 国村勝（科学者会議・関西民間懇）
- 黒川陽司
- 小泉卓
- 河野仁（兵庫県立大学名誉教授）
- 小金澤鋼一（東海大学）
- 小寺隆幸（京都橘大学・原爆の図丸木美術館理事長）
- 小寺美和（日本子どもの本研究会「子どもの本棚」編集委員、児童言語研究会）
- 後藤仁敏（鶴見大学名誉教授）
- 小松浩（立命館大学法学部・教授）
- 近藤真（岐阜大学教授・憲法）
- 斉藤隆仁（徳島大学）
- 榊忠男（数学教育協議会）
- 崎山比早子（高木学校）
- 酒匂宏樹（新潟大学）
- 佐々木園子（東海大学教養学部名誉教授）
- 佐藤文広（立教大学名誉教授）
- 佐藤学 (教育学者)佐藤学（学習院大学教授・安全保障関連法に反対する学者の会）
- 塩見好朗（京都民医連事務局）
- 篠原勇
- 島薗進（上智大学大学院教授）
- 清水雅彦（日本体育大学（憲法学））
- 下之薗修
- 生源寺孝浩（子どもと自然学会、元京都橘大学、元公立小学校教諭）
- 白鳥紀一（九州大学元教授）
- 神野玲子（ゲノム問題検討会議）
- 菅野礼司（大阪市立大学名誉教授）
- 杉原浩司（武器輸出反対ネットワーク(NAJAT)代表）
- 杉山秀子（駒澤大学名誉教授の会）
- 鈴木国夫（軍事研究に反対する会・市民）
- 鈴木雅子
- 酢山省三（大学での軍事研究に反対する市民緊急行動）
- 瀬川嘉之（高木学校／市民科学研究室・低線量被曝研究会）
- 瀬山士郎（市民・年金生活者・元群馬大学）
- 外岡秀俊（フリージャーナリスト）
- 園田毅（同志社中学校教員）
- 園部勝章（奈良佐保短大）
- 平良愛香（平和を実現するキリスト者ネット）
- 高木郁子（とめよう戦争への道！百万人署名運動）
- 髙實康稔（長崎大学名誉教授）
- 高原和則
- 高原孝生（明治学院大学）
- 竹内憲一
- 竹内常一 市民（国学院大学名誉教授・深大寺９条の会））
- 竹内良男
- 田島康弘（鹿児島大学名誉教授）
- 舘正彦（編集者・作家）
- 谷井利明（集団的自衛権の行使を容認する閣議決定に反対する北海道の大学・高専関係者有志アピールの会）
- 立松健一（国立天文台）
- 多羅尾光徳（東京農工大学大学院、農学研究院）
- 千葉康三（国立天文台元職員）
- 津田康夫
- 手島昌己（高エネ研９条の会）
- 寺尾寿芳（上智大学大学院実践宗教学研究科）
- 寺尾光身（軍事研究に反対する会・元名古屋工業大学）
- 土井誠
- 土橋涼子
- 土肥有理（明治大学大学院）
- 中島茂樹（立命館大学名誉教授）
- 長砂實（関西大学名誉教授）
- 長友くに
- 中村寿子（阪南大学非常勤講師）
- 中村宏
- 仲村政文（鹿児島大学名誉教授）
- 仲本和明（大阪市立大学の統合問題を考える会）
- 成瀬功
- 丹生淳郷（日本科学者会議埼玉支部事務局長（薬学博士））
- 西里扶甬子（ジャーナリスト）
- 西谷修（立教大学特任教授）
- 西野武士（日本医科大学名誉教授、東京大学大学院特任教授）
- 丹羽徹（龍谷大学）
- 二宮孝富（大分大学名誉教授、戦争法の廃止を求める学者の会・大分）
- 沼尾孝平（所沢「平和都市宣言」実現する会）
- 根岸富男（神奈川公立高校教員、原子力教育を考える会）
- 野田隆三郎（軍事研究に反対する会、元・岡山大学）
- 野村修身（工学博士（エネルギー工学））
- 浜田盛久（海洋研究開発機構研究員）
- 濱野一郎（明治学院大学）
- 早川与志子（文化事業フリープロデューサー）
- 林立彦
- 林正彦（福岡大学理学部・平和を愛する福岡大学人の会）
- 原重男
- 日野川静枝（拓殖大学人文科学研究所客員研究員）
- 比良恵子
- 平田道正
- 平山良平（＜ノーモア南京＞名古屋の会事務局）
- 広岡繁
- 広中由美子（早稲田大学）
- 藤岡惇（立命館大学特任教授・「兵器と核エネルギーの宇宙配備に反対する地球ネットワーク」理事）
- 藤田昌士（元・立教大学）
- 藤田康郎（小学校職員）
- 前島康男（東京電機大学）
- 前田定孝（三重大学人文学部）
- 増島高敬（元・自由の森学園高校教諭）
- 松本潤子
- 真野薫
- 宮西いづみ（広川隆一写真展事務局）
- 宮永崇史（弘前大学大学院理工学研究科）
- 宮原ひとみ
- 元山健（龍谷大学名誉教授）
- 森英樹（名古屋大学名誉教授・日本民主法律家協会理事長・憲法会議代表委員）
- 山口哲（高校教員）
- 山口利哉（岐阜大学事務職員、9条の会・岐阜大ネット、「安全保障関連法案」に反対する岐阜大学関係者有志）
- 山崎正勝（東京工業大学名誉教授）
- 山田泰嗣（会社員）
- 湯浅欽史（高木学校）
- 横田力（都留文科大学・大学での軍事研究に反対する市民緊急行動）
- 芳沢あきこ（基地のない平和で豊かな沖縄をめざす会）
- 渡辺眞知子（丸木美術館友の会会員）
- 渡会裕